# Забродь (Хустский район)
Забродь (укр. Забрідь) — село в Драговской сельской общине Хустского района Закарпатской области Украины.
Население по переписи 2001 года составляло 2077 человек. Почтовый индекс — 90428. Телефонный код — 3142. Код КОАТУУ — 2125383001.